# Kóny
Kóny è un comune di 2 692 abitanti situato nella contea di Győr-Moson-Sopron, nell'Ungheria nordoccidentale.